# Kocin (powiat gnieźnieński)
Kocin – wymarła osada w Polsce położona w województwie wielkopolskim, w powiecie gnieźnieńskim, w gminie Trzemeszno. 
W latach 1975–1998 miejscowość administracyjnie należała do województwa bydgoskiego.
Nazwa miejscowości pochodzi od znajdującego się w pobliżu jeziora. W pobliżu, na szczycie wzgórza, do którego prowadzi wąwóz ze wsi Cytrynowo, znajduje się miejsce pamięci narodowej, w którym jesienią 1939 r. hitlerowcy rozstrzelali 27 mężczyzn (Polaków i Żydów).
W sierpniu 1939 roku Starosta Powiatowy w Mogilnie powołał tzw. Straż Obywatelską, która miała bronić miast i wsi powiatu mogileńskiego. Uczestników Straży okupant niemiecki aresztował i 5 października 1939 r. rozstrzelał w wąwozie w miejscowości Kocin. Zwłoki staraniem rodzin, za zgodą władz okupacyjnych zostały odkopane i pochowane na cmentarzu w Trzemesznie i Kruchowie. 

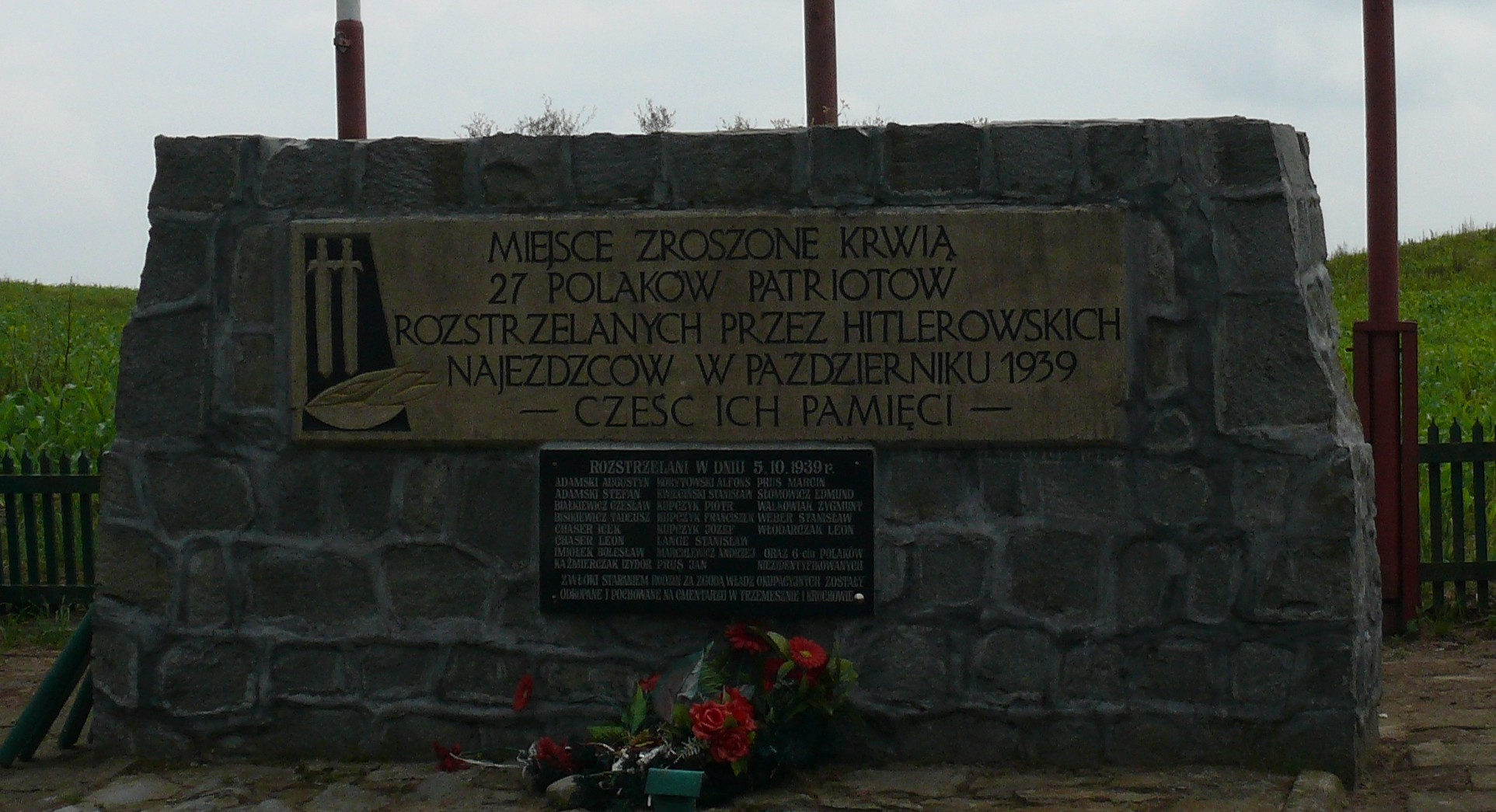
Obelisk upamiętniający mord 27 Polaków i Żydów

W miejscu mordu stoi obelisk upamiętniający to wydarzenie. Pierwszy pomnik został wybudowany w 1967 r. przez harcerzy Szkoły Podstawowej nr 1 w Trzemesznie. Odsłonięcie drugiego pomnika w Kociniu odbyło się 12 października 1969 r. w 30. rocznicę rozstrzelania. W uroczystości uczestniczyły rodziny pomordowanych oraz społeczeństwo miasta i okolic. 
Obelisk zbudowano z inicjatywy oraz przy wydatnej pomocy Przewodniczącego Prezydium Powiatowej rady Narodowej Antoniego Wesołowskiego i Gromadzkiej Rady Narodowej. Ponadto pomagali harcerze z Miejskiej Drużyny oraz uczniowie Zasadniczej Szkoły Mechanizacji Rolnictwa w Trzemesznie (dzisiejszy Zespół Szkół Ponadgimnazjalnych w Trzemesznie).
Opiekunem obelisku jest Zespół Szkół Szkoła Podstawowa i Gimnazjum w Kruchowie.